# 京都ハイジャンプ
京都ハイジャンプ (きょうとハイジャンプ)は、日本中央競馬会 (JRA)が京都競馬場で施行する中央競馬の重賞競走 (J・GII)である。

## 概要
1999年に創設された、障害の重賞競走。高さ80cm、幅約15mのバンケット障害 (第9号障害)を使用し、遠近感に乏しい馬だけでなく、騎手にとっても技量を問われる難度の高い障害となっている。

### 競走条件
以下の内容は、2023年現在のもの。
出走資格：サラ系障害4歳以上
- JRA所属馬 (外国産馬を含む)、未出走馬・未勝利馬を除く

負担重量：別定
- 4歳59kg、5歳以上60kg、牝馬2kg減
  - J・GI優勝馬2kg増、J・GII優勝馬1kg増

### 賞金
2023年の1着賞金は4100万円で、以下2着1600万円、3着1000万円、4着620万円、5着410万円。

## 歴史
- 1999年 - 4歳以上の馬による重賞 (J・GII)として創設[4]、京都競馬場の障害芝3930mで施行[1]。このレースでは発走した13頭中、7頭が落馬・競走中止。
- 2001年 - 馬齢表示の国際基準への変更に伴い、出走資格を「3歳以上」に変更[1]。
- 2009年 - 開催時期を11月から5月に変更したことに伴い、出走条件を「4歳以上」に変更[5]。
- 2020年 - 新型コロナウイルス感染症（COVID-19）の感染拡大防止のため「無観客競馬」として実施[6]。
- 2021年 - 京都競馬場の整備工事に伴い、中京競馬場の障害芝3900mで施行（2022年も同様）[7]。

### 歴代優勝馬
距離のコース種別は、最後の直線コースを走行する際の馬場で記述する。
優勝馬の馬齢は、2000年以前も現行表記に揃えている。
| 回数   | 施行日         | 競馬場 | 距離    | 優勝馬             | 性齢 | タイム  | 優勝騎手   | 管理調教師 | 馬主                     |
| ------ | -------------- | ------ | ------- | ------------------ | ---- | ------- | ---------- | ---------- | ------------------------ |
| 第1回  | 1999年11月20日 | 京都   | 芝3930m | ロードアトラス     | 騸4  | 4:28.2  | 熊沢重文   | 伊藤雄二   | （株）ロードホースクラブ |
| 第2回  | 2000年11月11日 | 京都   | 芝3930m | テイエムダイオー   | 牡4  | 4:26.4  | 白浜雄造   | 鹿戸明     | 竹園正繼                 |
| 第3回  | 2001年11月10日 | 京都   | 芝3930m | アイディンサマー   | 牡4  | 4:26.1  | 高田潤     | 藤原英昭   | 米井勝                   |
| 第4回  | 2002年11月9日  | 京都   | 芝3930m | メジロライデン     | 騸6  | 4:31.0  | 嘉堂信雄   | 大久保正陽 | （有）メジロ牧場         |
| 第5回  | 2003年11月15日 | 京都   | 芝3930m | ウインマーベラス   | 牡6  | 4:28.5  | 白浜雄造   | 森秀行     | （株）ウイン             |
| 第6回  | 2004年11月13日 | 京都   | 芝3930m | ロードプリヴェイル | 牡6  | 4:32.2  | 熊沢重文   | 池江泰郎   | （株）ロードホースクラブ |
| 第7回  | 2005年11月12日 | 京都   | 芝3930m | テイエムドラゴン   | 牡3  | 4:33.2  | 西谷誠     | 小島貞博   | 竹園正繼                 |
| 第8回  | 2006年11月11日 | 京都   | 芝3930m | スプリングゲント   | 牡6  | 4:28.3  | 小坂忠士   | 野村彰彦   | 加藤春夫                 |
| 第9回  | 2007年11月10日 | 京都   | 芝3930m | テイエムドラゴン   | 牡5  | 4:24.6  | 白浜雄造   | 小島貞博   | 竹園正繼                 |
| 第10回 | 2008年11月15日 | 京都   | 芝3930m | キングジョイ       | 牡6  | 4:26.2  | 高田潤     | 増本豊     | 松岡隆雄                 |
| 第11回 | 2009年5月16日  | 京都   | 芝3930m | テイエムトッパズレ | 牡6  | 4:25.9  | 佐久間寛志 | 鹿戸明     | 竹園正繼                 |
| 第12回 | 2010年5月15日  | 京都   | 芝3930m | エーシンディーエス | 牡5  | 4:23.1  | 五十嵐雄祐 | 坂口正則   | （株）栄進堂             |
| 第13回 | 2011年5月14日  | 京都   | 芝3930m | タマモグレアー     | 騸7  | 4:27.1  | 林満明     | 中竹和也   | タマモ（株）             |
| 第14回 | 2012年5月12日  | 京都   | 芝3930m | エムエスワールド   | 牡9  | R4:21.6 | 横山義行   | 湯窪幸雄   | ロイヤルパーク           |
| 第15回 | 2013年5月25日  | 京都   | 芝3930m | テイエムハリアー   | 牡7  | 4:23.5  | 熊沢重文   | 五十嵐忠男 | 竹園正繼                 |
| 第16回 | 2014年5月31日  | 京都   | 芝3930m | ルールプロスパー   | 牡9  | 4:22.6  | 白浜雄造   | 北出成人   | 儀賀好子                 |
| 第17回 | 2015年5月30日  | 京都   | 芝3930m | ルールプロスパー   | 牡10 | 4:26.2  | 白浜雄造   | 北出成人   | 儀賀好子                 |
| 第18回 | 2016年5月28日  | 京都   | 芝3930m | ニホンピロバロン   | 牡6  | 4:27.4  | 高田潤     | 田所秀孝   | 小林百太郎               |
| 第19回 | 2017年5月27日  | 京都   | 芝3930m | マドリードカフェ   | 牡6  | 4:32.2  | 熊沢重文   | 荒川義之   | Him Rock Racing          |
| 第20回 | 2018年5月12日  | 京都   | 芝3930m | アスターサムソン   | 騸5  | 4:33.8  | 林満明     | 中竹和也   | 加藤久枝                 |
| 第21回 | 2019年5月11日  | 京都   | 芝3930m | シゲルヒノクニ     | 牡7  | 4:32.2  | 植野貴也   | 粕谷昌央   | 森中蕃                   |
| 第22回 | 2020年5月16日  | 京都   | 芝3930m | スズカプレスト     | 牡8  | 4:43.9  | 北沢伸也   | 橋田満     | 永井啓弍                 |
| 第23回 | 2021年5月15日  | 中京   | 芝3900m | マーニ             | 牡5  | 4:14.8  | 三津谷隼人 | 鮫島一歩   | 岡浩二                   |
| 第24回 | 2022年5月14日  | 中京   | 芝3900m | タガノエスプレッソ | 牡10 | 4:17.7  | 石神深一   | 五十嵐忠男 | 八木良司                 |
| 第25回 | 2023年5月13日  | 京都   | 芝3930m | ダイシンクローバー | 騸7  | 4:33.7  | 森一馬     | 安田隆行   | 大八木信行               |
| 第26回 | 2024年5月11日  | 京都   | 芝3930m | サンデイビス       | 牡6  | 4:31.0  | 上野翔     | 村田一誠   | (株)加藤ステーブル       |
| 第27回 | 2025年5月17日  | 京都   | 芝3930m | アンクルブラック   | 牡5  | 4:36.0  | 高田潤     | 高橋亮     | 塚本能交                 |

#### 各回競走結果の出典
- 『中央競馬全重賞競走成績集 【障害・廃止競走編】』第1回 - 第7回
- JRA年度別全成績
  - （2024年）“第3回 京都競馬 第7日” (PDF).   日本中央競馬会. p. 4. 2024年5月12日閲覧。 (索引番号：12080)
  - （2023年）“第1回 京都競馬 第7日” (PDF).   日本中央競馬会. p. 4. 2022年9月11日閲覧。 (索引番号：12080)
  - （2022年）“第3回 中京競馬 第3日” (PDF).   日本中央競馬会. p. 4. 2022年5月15日閲覧。 (索引番号：12080)
  - （2021年）“第3回 中京競馬 第3日” (PDF).   日本中央競馬会. p. 4. 2021年5月16日閲覧。 (索引番号：12080)
  - （2020年）“第3回 京都競馬 第7日” (PDF).   日本中央競馬会. p. 4. 2021年5月16日閲覧。 (索引番号：12080)
  - （2019年）“第3回 京都競馬 第7日” (PDF).   日本中央競馬会. p. 4. 2020年3月17日閲覧。 (索引番号：12080)
  - （2018年）“第3回 京都競馬 第7日” (PDF).   日本中央競馬会. p. 4. 2020年3月17日閲覧。 (索引番号：12080)
  - （2017年）“第3回 京都競馬 第11日” (PDF).   日本中央競馬会. p. 4. 2017年5月28日閲覧。 (索引番号：13127)
  - （2016年）“第3回 京都競馬 第11日” (PDF).   日本中央競馬会. p. 4. 2016年6月1日閲覧。 (索引番号：13127)
  - （2015年）“第3回 京都競馬 第11日” (PDF).   日本中央競馬会. p. 4. 2016年6月1日閲覧。 (索引番号：13127)
  - （2014年）“第3回 京都競馬 第11日” (PDF).   日本中央競馬会. p. 4. 2016年6月1日閲覧。 (索引番号：13127)
  - （2013年）“第3回 京都競馬 第11日” (PDF).   日本中央競馬会. p. 6. 2016年6月1日閲覧。 (索引番号：13127)
  - （2012年）“第3回 京都競馬 第7日” (PDF).   日本中央競馬会. p. 6. 2016年6月1日閲覧。 (索引番号：12080)
  - （2011年）“第3回 京都競馬 第7日” (PDF).   日本中央競馬会. p. 6. 2016年6月1日閲覧。 (索引番号：12080)
  - （2010年）“第3回 京都競馬 第7日” (PDF).   日本中央競馬会. p. 10. 2016年6月1日閲覧。 (索引番号：12080)
  - （2009年）“第3回 京都競馬 第7日” (PDF).   日本中央競馬会. p. 10. 2016年6月1日閲覧。 (索引番号：13080)
  - （2008年）“第5回 京都競馬 第3日” (PDF).   日本中央競馬会. p. 11. 2016年6月1日閲覧。 (索引番号：32033)
  - （2007年）“第5回 京都競馬 第3日” (PDF).   日本中央競馬会. p. 11. 2016年6月1日閲覧。 (索引番号：32033)
  - （2006年）“第6回 京都競馬 第3日” (PDF).   日本中央競馬会. p. 11. 2016年6月1日閲覧。 (索引番号：32033)
  - （2005年）“第5回 京都競馬成績集計表” (PDF).   日本中央競馬会. pp. 3534-3535. 2016年6月1日閲覧。 (索引番号：32033)
  - （2004年）“第5回 京都競馬成績集計表” (PDF).   日本中央競馬会. pp. 3557-3558. 2016年6月1日閲覧。 (索引番号：32033)
  - （2003年）“第5回 京都競馬成績集計表” (PDF).   日本中央競馬会. pp. 3517-3518. 2016年6月1日閲覧。 (索引番号：32034)
  - （2002年）“第5回 京都競馬成績集計表” (PDF).   日本中央競馬会. p. 3367. 2016年6月1日閲覧。 (索引番号：31034)
- netkeiba.comより
  - 1999年、2000年、2001年、2002年、2003年、2004年、2005年、2006年、2007年、2008年、2009年、2010年、2011年、2012年、2013年、2014年、2015年、2016年、2017年、2018年、2019年